# Ceann Iar
Ne doit pas être confondu avec Ceann Ear.
Ceann Iar est une île inhabitée du Royaume-Uni située en Écosse, dans les îles Treshnish.

## Géographie
Ceann Iar est la deuxième plus grande des îles Monach. Elle est reliée à marée basse à Ceann Ear via Sibhinis. 

## Histoire
On dit qu’il fut un temps possible de marcher jusqu’à Baleshare, puis jusqu’à North Uist, à cinq milles de là, à marée basse. Au XVIe siècle, un grand raz-de-marée aurait frappé l'île.
Un cairn sur Ceann Iar marque la tombe du lieutenant MacNeill, du HMA Laurentic. Le navire coula en 1917, pendant la Première Guerre mondiale, au large de l’Irlande du Nord, et son corps avait dérivé jusque là.